# Монтебелтрано (Козенца)
Монтебелтрано је насеље у Италији у округу Козенца, региону Калабрија.
Према процени из 2011. у насељу је живело 27 становника. Насеље се налази на надморској висини од 692 м.